# ヨハネス・ド・サクロボスコ

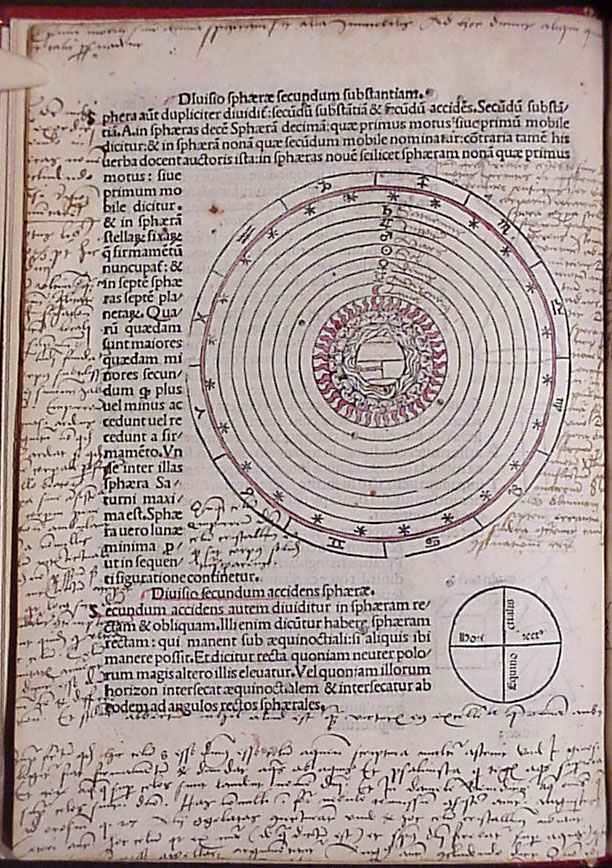
膨大な注釈がなされたサクロボスコの『天球論』(Tractatus de Sphaera)

ヨハネス・ド・サクロボスコ（Johannes de Sacrobosco または Sacro Bosco 、John of Holywood、1195年頃 - 1236年頃）は、イギリス生まれの学者、天文学者である。パリ大学で数学と哲学を教え、中世の天文学のテキスト、『天球論』(Tractatus de Sphaera) を著した。
サクロボスコはラテン語で'holy wood'の意味で、ハリファックス ('Halifax') が生地で、そのラテン語名を名前にしたとされてきたが、異論もある。オクスフォード大学で学んだあと、1221年6月からパリ大学で学び、その後パリ大学で数学を教え、1230年頃、『天球論』を出版した。天動説宇宙論のテキストで、その後4世紀にわたって西ヨーロッパの学生のテキストとして用いられた。
数学の分野では『記数方論』(Tractatus de Arte Numerandi)、『アルゴリスムス』（Algorismus：計算法）はインド・アラビアの算術法のテキストとして用いられた。暦学の著書De Anni Rationeでユリウス暦が、10日の狂いが生じていることを指摘し、ユリウス暦は228年に1日の調整が必要であることを示した。パリで没した。

## 著作
- Iohannes de Sacrobosco (1949) [1230年頃] (英語). The Sphere of Sacrobosco and its commentators (Corpus of mediaeval scientific texts sponsored jointly by the Mediaeval Academy of America and the University of Chicago). Lynn Thorndike訳. University of Chicago Press. ASIN B0006ARXCC
- Algorismus または De Arte Numerandi、1490年頃、印刷地と日付なしで出版；1517年にウィーンで出版；1521年または1522年にクラクフで出版；1523年にヴェニスで出版
- De Anni Ratione または De Computo Ecclesiastico、1538年頃・1550年・1572年にパリで出版